# Чернышёв, Георгий Оттович
Гео́ргий О́ттович Чернышёв (род. 8 марта 1948) — советский легкоатлет, специалист по бегу на средние дистанции. Выступал за сборную СССР по лёгкой атлетике в 1970-х годах, чемпион СССР в беге на 800 метров, обладатель серебряной медали Спартакиады народов СССР, победитель и призёр первенств всесоюзного значения, участник ряда крупных международных стартов. Представлял Москву и спортивное общество «Спартак».

## Биография
Георгий Чернышёв родился 8 марта 1948 года. Занимался лёгкой атлетикой в Москве, выступал за добровольное спортивное общество «Спартак».
Первого серьёзного успеха добился в сезоне 1972 года, когда в беге на 800 метров с результатом 1:47.6 одержал победу на соревнованиях в Москве.
В 1973 году на чемпионате СССР в Москве с личным рекордом 1:47.2 выиграл серебряную медаль в той же дисциплине, уступив только киевлянину Евгению Аржанову.
В 1974 году в беге на 800 метров стал серебряным призёром на зимнем чемпионате СССР в Москве, одержал победу на летнем чемпионате СССР в Москве. В составе советской сборной принимал участие в международном старте в Хельсинки, где показал время 1:47.5 и пришёл к финишу вторым.
В 1975 году на чемпионате страны в рамках VI летней Спартакиады народов СССР в Москве с результатом 1:47.8 завоевал серебряную награду на 800-метровой дистанции, пропустив вперёд лишь ростовчанина Владимира Пономарёва.